# Seznam tanzanijskih politikov
Seznam tanzanijskih politikov.

## A
- Salmin Amour

## B
- Mohamed Gharib Bilal

## D
- Ahmed Hassan Diria

## H
- Seif Sharif Hamad
- Muhammad Shamte Hamadi
- Abdullah Kassim Hanga
- Samia Suluhu Hasan

## I
- Gertrude Ibengwe Mongella
- Seif Ali Iddi

## J
- Omar Ali Juma
- Aboud Jumbe (Mwinyi)

## K
- Oscar Kambona
- Amani Abeid Karume
- Rashidi Kawawa
- Jakaya Kikwete

## L
- Tundu Lissu
- Edward Lowassa

## M
- John Magufuli
- Augustine Mahiga
- Kassim Majaliwa
- John Malecela
- Chama Cha Mapinduzi
- Fifi Masuka Saini
- Bernard Membe
- Asha-Rose Migiro
- Benjamin Mkapa
- Cleopa Msuya
- Ali Hassan Mwinyi
- Hussein Mwinyi

## N
- Shamsi Vuai Nahodha
- Richard Ngoy Kitangala
- Julie Ngungwa Mwayuma
- Julius Nyerere

## P
- Mizengo Pinda

## R
- Joseph Rwegasira

## S
- Salim Ahmed Salim
- Ali Mohamed Shein
- Edward Sokoine
- Samia Suluhu
- Frederick Sumaye

## W
- Idris Abdul Wakil
- Joseph Warioba